# Quitagrapas

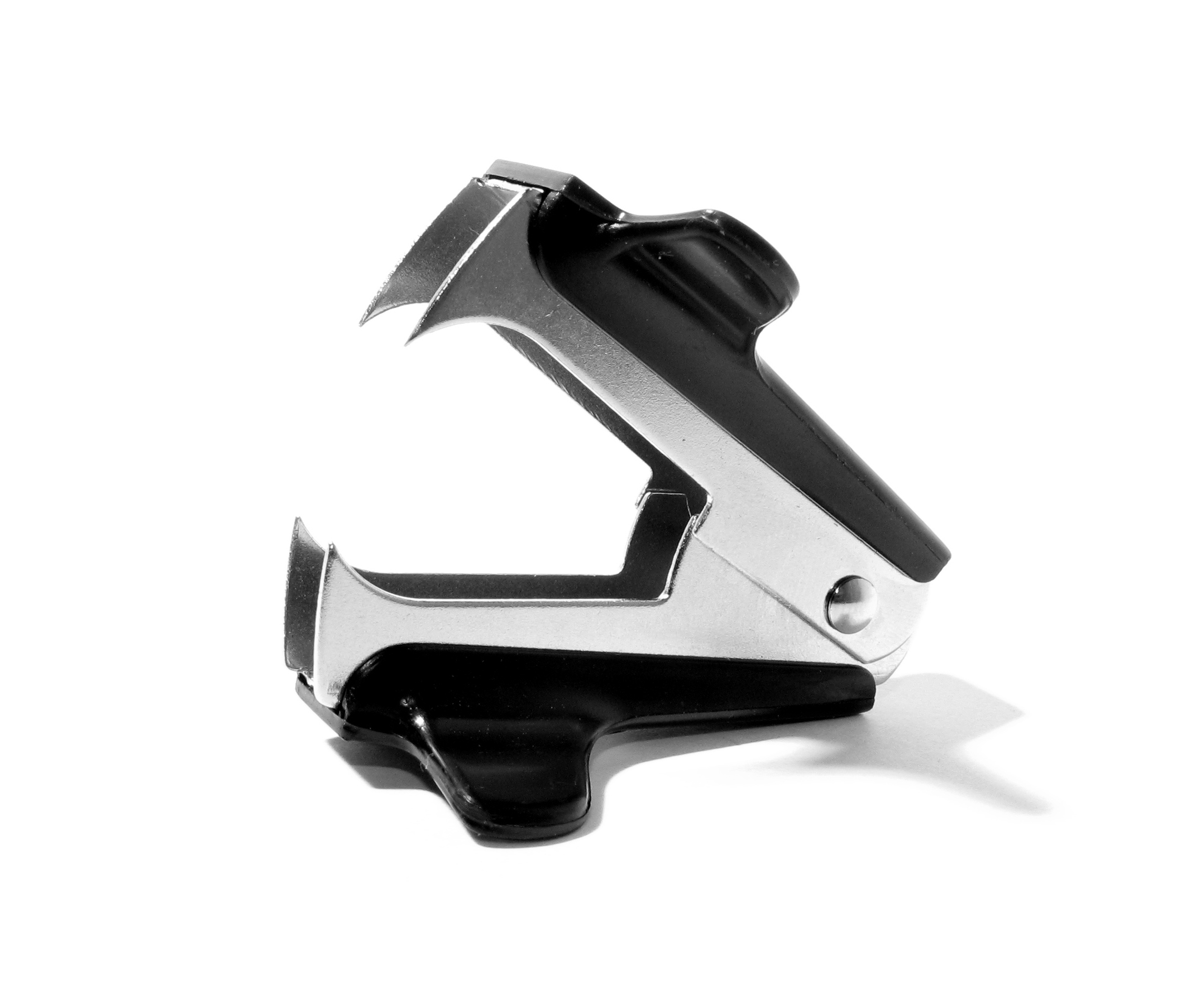
Quitagrapas

El quitagrapas, sacagrapas, desgrapadora, extraegrapas o sacabroches es un utensilio que se emplea para extraer las grapas que sujetan las hojas papel, evitando el posible daño en uñas o dedos. Se trata de una simple pinza que permite, con su bordes curvados, sacar las grapas introducidas en el papel con un mínimo daño. La pinza posee un muelle que le permite volver a su posición original al disminuir la presión.

## Historia
Aunque existían utensilios similares a comienzos del siglo XX, una versión modificada de quitagrapas fue ideada por William G. Pankonin de Chicago, Illinois. La forma similar a la actual fue patentada por Joseph A. Foitle de Overland Park, Kansas. La patente se presentó el 28 de mayo de 1969, se concedió el 28 de diciembre de 1971, y fue publicada en Estados Unidos con el n.º 3 630 486 A.